# La Maxe
La Maxe é uma comuna francesa na região administrativa de Grande Leste, no departamento de Mosela. Estende-se por uma área de 7,55 km². Em 2010 a comuna tinha 983 habitantes (densidade: 130,2 hab./km²).